# Luís Mesquita de Carvalho
Luís Augusto de Sales Pinto de Mesquita de Carvalho (Porto, Sé, 8 de julho de 1868 — 1931) foi um advogado e político português. Foi Ministro da Justiça e dos Cultos por duas vezes, em 1916/1917 e 1920.

## Biografia
Nasceu no Porto em 1868, filho do general Luís Pinto de Mesquita Carvalho e de Mafalda Júlia de Lemos Barbosa de Albuquerque.
Frequentou a Faculdade de Direito da Universidade de Coimbra, tendo obtido o grau de bacharel em 1890. Dedicou a sua vida profissional à advocacia e ao notariado.
Foi notário público em Vila do Conde, Vila da Feira, advogado em Aveiro, Vila do Conde, Porto e Lisboa. 1º oficial da Direcção Geral de Saúde do Ministério do Interior (Até 1917).
Foi membro dos Partidos Evolucionista e Liberal. Deputado por Santo Tirso (1911 e 1915). Ministro da Justiça entre 16 de Março de 1916 e 25 de Abril de 1917, e novamente entre Janeiro e Março de 1920. Esteve preso em 1918, tendo retomado o assento parlamentar por Oliveira de Azeméis em 1919. Casou com Fernanda Elisia de Catalã do Amaral Osório da qual teve dois filhos. Mais tarde viria a casar com Maria Isabel de Guerra Junqueiro, filha de Guerra Junqueiro, da qual não teve descendência. Faleceu em 1931.
Publicou as Obras A Família o Casamento (1908) e Projecto de Lei do divórcio em Portugal (1910).
Constituiu a Fundação Maria Isabel Guerra Junqueiro e Luís Mesquita de Carvalho, pertença da Câmara Municipal do Porto, a qual mantém a Casa-Museu Guerra Junqueiro no Porto.